# Rodelinda
Rodelinda také Rodelenda, Rodelinde (kolem 510? – 587?) byla počátkém 6. století durynská princezna, později královna Langobardů.
Byla dcerou durynského krále Herminafrieda a jeho manželky Amalabergy, dcery Amalafridy. Podle Prokopia z Kaisareie po smrti svého otce uprchla s matkou a bratrem do Ravenny, kde vládl její strýc ostrogótský král Theodahad. V prosinci roku 536 byla Ravenna dobyta byzantským vojevůdcem Flaviem Belisarem a král Theodahad zabit. Rodelinda s matkou byla dopravena do Konstantinopoli na dvůr byzantského císaře Justiniána I., ten Rodelindu provdal za langobardského krále Audoina, aby stmelil spojenectví mezi Langobardy a Byzancí. Králi Audoinovi porodila syna, jeho nástupce Alboina,
Některé dochované informace o jejím životě se rozcházejí. Konání její svatby s Audoinem je nejasné. Současník Procopius z Kaisareie píše o manželství a zasnoubení ujednaném mezi Audoinem a nejmenované sestry Amalafrida, prince smíšeného království Ostrogótů a Durinků, které bylo organizováno byzantským císařem Justiniánem kolem roků 540–552, pak nejmenovaná žena mohla být Rodelinda, ale Paulus Diaconus má k tomuto výhrady, podle prosopografie římského impéria není jisté, zda k manželství s Rodelindou došlo. Problémem podle něho je skutečnost, že již v roce 552 byl jejich syn Alboin uváděn jako bojovník a ke svatbě muselo dojít před rokem 540. Britský historik Johna R. Martindale v knize Prosopography of the Later Roman Empire uvádí, že se svatba mezi Audoinem a Rodelindou konala kolem roku 530.